# Lars Courtens
Lars Courtens (Gent, 28 maart 1995) is een Belgisch korfballer. Hij speelt bij Floriant en werd in 2019 toegevoegd aan de nationale selectie van België.

## Spelerscarrière
Courtens begon met korfbal bij het Gentse Floriant. Hier doorliep hij de jeugdteams.
In 2015, op 20-jarige leeftijd, werd Courtens basisspeler van het 1e team van Floriant, onder leiding van coach Ewald Frensch.
Floriant beleefde een goed seizoen in 2016-2017. In dit seizoen plaatste Floriant zich voor de Belgische veldfinale. In deze finale was Kwik te sterk, want Floriant verloor met 19-14.
Ook in seizoen 2018-2019 stond Floriant in de veldfinale. Ditmaal was AKC de tegenstander. Floriant verloor de finale met 17-15.
Courtens werd voor seizoen 2019-2020 genomineerd voor de prijs van Beste Speler. Echter werd Courtens 2e in de titelrace.
Seizoen 2021-2022 zou een bijzonder jaar worden voor Courtens en zijn club Floriant. De ploeg met coach Kevin de Waele plaatste zich voor de kruisfinale tegen concurrent Boeckenberg. Floriant won de kruisfinale met 24-18 en plaatste zich zodoende voor de Belgische zaalkorfbalfinale. In deze finale was Borgerhout de tegenstander. Floriant won de finale met 19-17 en werd de eerste kampioen die niet uit Antwerpen kwam. Het was de eerste eindprijs voor Courtens en Floriant.

## Erelijst
- Belgisch kampioen zaalkorfbal, 1× (2022)
- Belgisch kampioen veldkorfbal, 1× (2022)

## Belgische Diamond
In 2019 werd Courtens door bondscoach Detlef Elewaut toegevoegd aan het Belgisch korfbalteam.
Zo speelde Courtens op de volgende internationale toernooien:
- WK 2019
- EK 2021
- World Games 2022
- WK 2023